# 2AM
I 2AM (투에이엠?) sono un gruppo musicale sudcoreano, formatosi a Seul nel 2008. Sono uno dei due sottogruppi risultanti dalla scissione della boy band di undici membri One Day, insieme ai 2PM.

## Storia

### 2008-2010: debutto e primo album
Insieme ai membri del gruppo 2PM, i 2AM appaiono per la prima volta nel documentario Hot Blood, trasmesso su Mnet, in cui viene mostrata la loro preparazione pre-debutto. Changmin è l'unico membro a non comparire nel documentario, in quanto all'epoca stava assolvendo gli obblighi militari. Jinwoon viene inizialmente eliminato da Hot Blood, ma reintegrato a causa del ritiro di Daehun dalla JYPE. I rimanenti membri sono Jo Kwon e Seulong. Il gruppo debutta ufficialmente l'11 luglio 2008 durante lo show televisivo trasmesso dalla KBS Music Bank, interpretando il loro primo singolo "This Song", poi pubblicato effettivamente il 21 luglio 2008.
Il 19 marzo 2009 viene pubblicato il secondo singolo del gruppo, intitolato Time For Confession, del quale promuovono la canzone "Confession of a Friend". Il 21 gennaio 2010 viene pubblicato il primo EP intitolato Can't Let You Go Even If I Die, omonimo della canzone promossa. La pubblicazione viene preceduta da quattro trailer, distribuiti dalla JYP Entertainment sul canale YouTube del gruppo e ispirati ciascuno a una stagione. Il 7 febbraio, i 2AM vincono il primo premio Mutizen durante Inkigayo, un secondo e un terzo durante M! Countdown il 25 febbraio e il 7 marzo. Il repackaged dell'EP esce il 18 marzo 2010: questa versione, distribuita con un DVD, contiene quattro canzoni aggiuntive, tre provenienti dai primi due singoli e il video musicale di "Even If I Die I Can't Let You Go", sotto forma di drama. Il gruppo decide di promuovere il brano inedito "I Was Wrong", rivelandone una parte nel primo episodio del reality 2AM Day il 10 marzo. Quattro teaser, uno per ogni componente, escono dal 12 al 14 marzo; segue un'anteprima del videoclip il 15 marzo. L'album viene pubblicato il 18 marzo, e "I Was Wrong" vince l'episodio di M! Countdown il 1º aprile.
Dal 30 giugno al 20 luglio 2010, i 2AM aprono la seconda parte del tour mondiale delle Wonder Girls, comparendo anche nel reality show dedicato al girl group.
Il 26 ottobre, il gruppo pubblica il primo album esteso, Saint o'Clock, trainato dai singoli "You Wouldn't Answer My Calls" e "Like Crazy". "You Wouldn't Answer My Calls" vince il premio Mutizen a Inkigayo il 14 novembre.

### 2011-2012: debutto in Giappone
Dopo il successo in Corea di Saint o'Clock, i 2AM pubblicano un'edizione speciale giapponese dell'album il 9 novembre 2011. A gennaio 2012, debuttano nel Paese del Sol Levante con "Never Let You Go: Shindemo Hanasanai", versione giapponese del singolo coreano "Even if I Die, I Can't Let You Go", entrando nella top 3 della classifica Oricon, sia in quella giornaliera che in quella settimanale.
I 2AM annunciano il ritorno sulla scena coreana con il secondo EP F.Scott Fitzgerald's Way Of Love, pubblicando il video musicale della traccia "I Wonder If You Hurt Like Me" il 12 marzo 2012. Segue il secondo singolo giapponese "You Wouldn't Answer My Calls" l'11 aprile. La canzone entra immediatamente nella classifica Oricon giornaliera al quarto posto. Quest'album contiene la versione giapponese di "You Wouldn't Answer My Calls", "Like Crazy" e il remake di "Close Your Eyes" di Kei Hirai.
Ad aprile 2012, i 2AM e i 2PM annunciano l'uscita del documentario Beyond the One Day in Giappone, pubblicandone il trailer il 13 del mese. Poco dopo, escono il singolo giapponese "One Day" e il relativo video musicale. A settembre, il gruppo riprende le promozioni in Giappone per il terzo singolo "For You: Kimi no Tame ni Dekiru Koto", mentre a novembre caricano l'anteprima della title track del quarto singolo nipponico, "Darenimo Watasenai Yo", uscito il 5 dicembre.

### 2013-oggi:VoiceeLet's Talk
Il 9 gennaio 2013, i 2AM pubblicano il primo album esteso giapponese, Voice. Esso include tracce dal primo e dal quarto singolo giapponesi, quattro nuove canzoni e la versione giapponese di "I Wonder If You Hurt Like Me". Il 20 febbraio, annunciano, tramite il sito ufficiale, il ritorno sulla scena sudcoreana dopo un anno di pausa. Il nuovo album, dal titolo One Spring Day, è una collaborazione con altri artisti, tra cui il pianista e compositore Yiruma, Eptione Project e altri. Sono poi il secondo gruppo di idol, dopo i Super Junior, a presentare la trasmissione SNL Korea. Il 19 novembre è la data di uscita di un nuovo EP, 2AM Nocturne. A causa di una ferita recente di Jinwoon, il gruppo non si esibisce nei programmi musicali per promuovere il disco.
Il 27 ottobre 2014, la band diffonde il video musicale di "Days Like Today", uno dei singoli del nuovo album esteso Let's Talk, in uscita il 30 del mese. "Days Like Today" raggiunge in poche ore il primo posto nelle classifiche Genie e Olleh, il secondo su Monkey 3, il terzo su Soribada e Mnet, il quinto su Melon. Un giorno prima della pubblicazione dell'album, viene diffuso il videoclip della title track "Over the Destiny".
Nel marzo 2015, alla scadenza dei contratti con la JYP Entertainment, Seulong e Jinwoon decidono di non firmare il rinnovo. Tuttavia, il gruppo non viene sciolto, ma continuerà a lavorare anche se sotto altre compagnie.

## Formazione
- Jo Kwon (조권) – leader, voce (2008-2014)
- Lee Chang-min (이창민) – voce, rap (2008-2014)
- Lim Seul-ong (임슬옹) – voce (2008-2014)
- Jeong Jin-woon (정진운) – voce , rap (2008-2014)

## Discografia

### Album in studio
- 2010 – Saint o'Clock
- 2013 – Voice
- 2013 – One Spring Day
- 2014 – Let's Talk

### EP
- 2010 – Can't Let You Go Even If I Die
- 2012 – F.Scott Fitzgerald's Way Of Love
- 2013 – Nocturne

### Colonne sonore
- 2010 – Like a Fool (Kae-in-ui chwihyang OST)
- 2010 – Love (Acoustic OST)
- 2011 – Can't I Love You (Dream High 2 OST)
- 2012 – Road of Tears (Dr. Jin OST)
- 2014 – Saying I Love You (Hotel King OST)